# BBÖ VT 42
Die VT 42 waren eine Verbrennungsmotortriebwagenreihe der Österreichischen Bundesbahnen (BBÖ, heute ÖBB).

## Geschichte

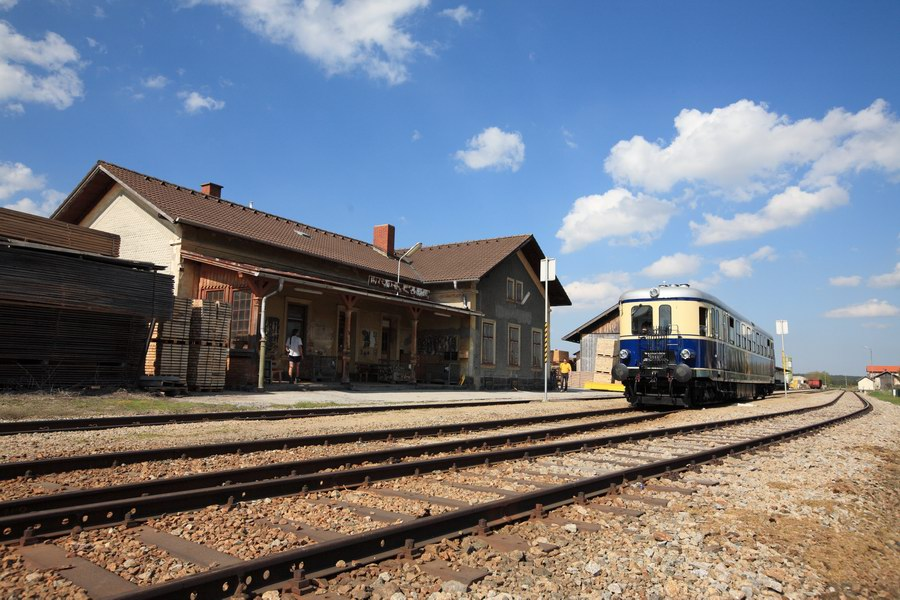
5042.14 im Bf Martinsberg-Gutenbrunn

Die 1933 gebauten dieselelektrischen Triebwagen der BBÖ-Reihe VT 41 hatten sich im Gegensatz zu vielen ungefähr zur gleichen Zeit gebauten Benzintriebwagen von Anfang an sehr gut bewährt. Es lag daher nahe, dieselelektrische Ferntriebwagen nach den gleichen Grundsätzen zu entwickeln. Im Sommer 1934 bestellten die BBÖ vorerst zwei derartige, als VT 42.01 und 02 bezeichnete Triebwagen bei der Maschinen- und Waggonbaufabrik AG in Simmering, die diese Fahrzeuge im Folgejahr  ablieferte. Auch die VT 42 stellten eine ausgesprochen gelungene Bauart dar, sodass die BBÖ 1935 insgesamt zwölf weitere Triebwagen (42.03–14) beim selben Hersteller bestellten. Die 42.03 und 42.04 wurden in Zusammenarbeit mit Ganz & Cie. in Budapest kurz vor den 42.05–14 bestellt.

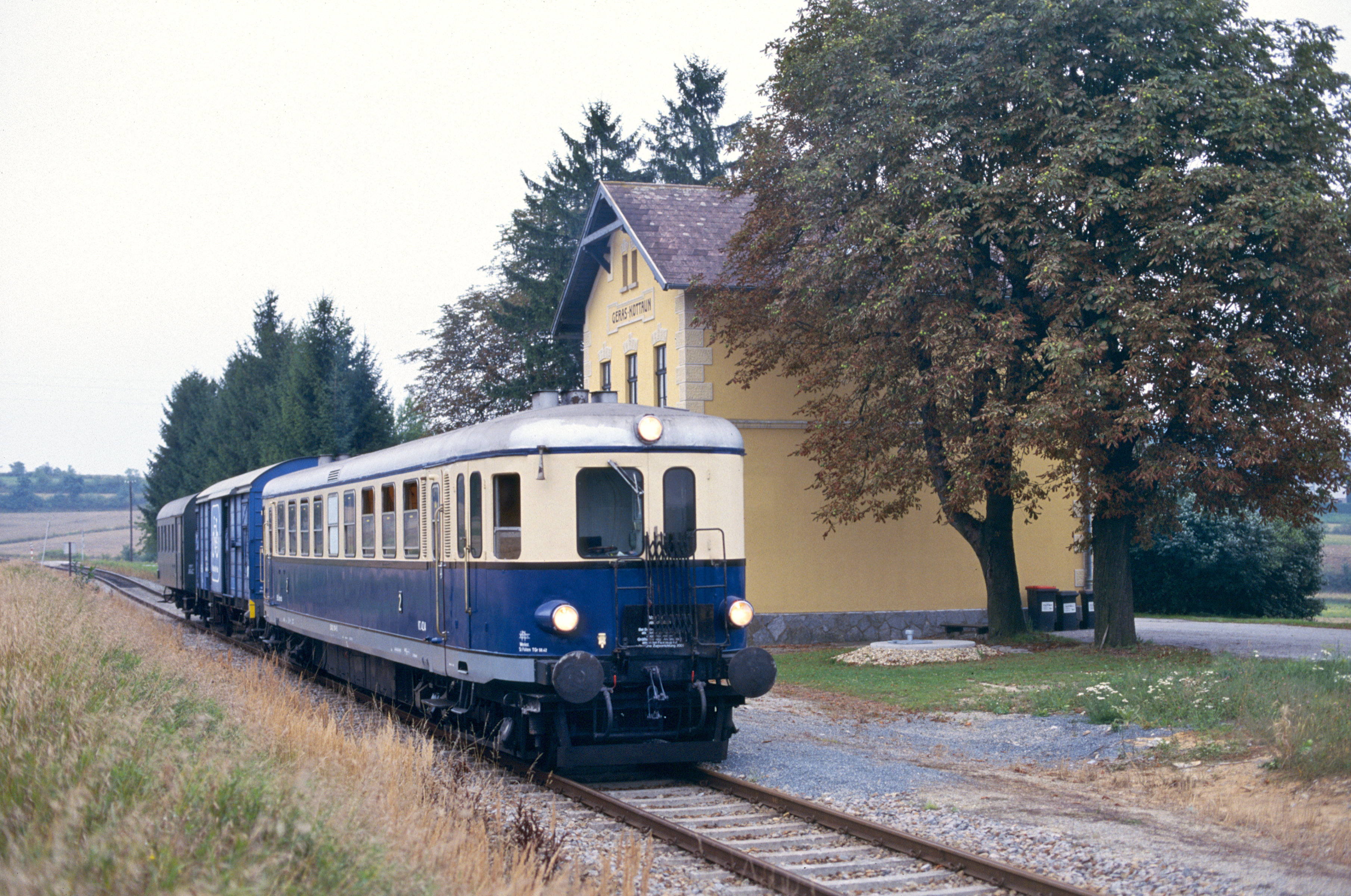
Museumstriebwagen 5042.14 mit dem „Reblaus-Express“ in Geras-Kottaun, Fahrtrichtung Drosendorf (2002)

Die VT 42 waren die ersten österreichischen Dieseltriebwagen, die schneller als 100 km/h fahren konnten.
Sie waren mit Sitzplätzen der dritten Klasse ausgerüstet. Die Triebwagen fuhren vornehmlich Triebwageneilzüge auf der Südbahn und Eilzüge im Linzer Bereich.
Nach 1938 bezeichnete sie die Deutsche Reichsbahn als C4ivT 890–903 und setzte sie bis 1943 auf der Strecke Graz–Salzburg ein.
Die ÖBB übernahmen nach dem Zweiten Weltkrieg nur die Triebwagen 01, 03–04, 07–10, 12 und 14. Die Triebwagen 05 und 06 blieben in der Tschechoslowakei, die restlichen drei wurden ausgemustert. Den der ÖBB verbliebenen neun Fahrzeugen wurde die Reihennummer 5042 zugewiesen. Der 5042.15 entstand 1963 durch Umbau aus dem 5043.01 und dem beschädigten 5042.07. Im Zuge von Umbauten (Modernisierung) erhielten die meisten Fahrzeuge Halbfenster und zusätzliche Stirnscheinwerfer.
Die 5042er wurden auf denselben Strecken eingesetzt wie die Triebwagen der Reihe 5044, nämlich für Eilzüge auf der Westbahn bis zu deren Elektrifizierung. Danach wurden sie nach Villach, Lienz und Graz umbeheimatet. Ab 1966 wurden alle Triebwagen der Reihe 5042 in Wien Nord stationiert und im Regionalverkehr im östlichen Niederösterreich eingesetzt. 1989 wurden sie endgültig ausgemustert.
Der 5042.14 blieb als Museumsfahrzeug erhalten und wird für Nostalgiefahrten eingesetzt. 2007 erhielt er eine Hauptuntersuchung. 2012 wurde er aus dem Bestand der ÖBB Erlebnisbahn ausgeschieden und an die Austrovapor verkauft. Seither steht er unter Denkmalschutz und ist im Eisenbahnmuseum Strasshof beheimatet, wo er betriebsfähig erhalten wird.

## Technik

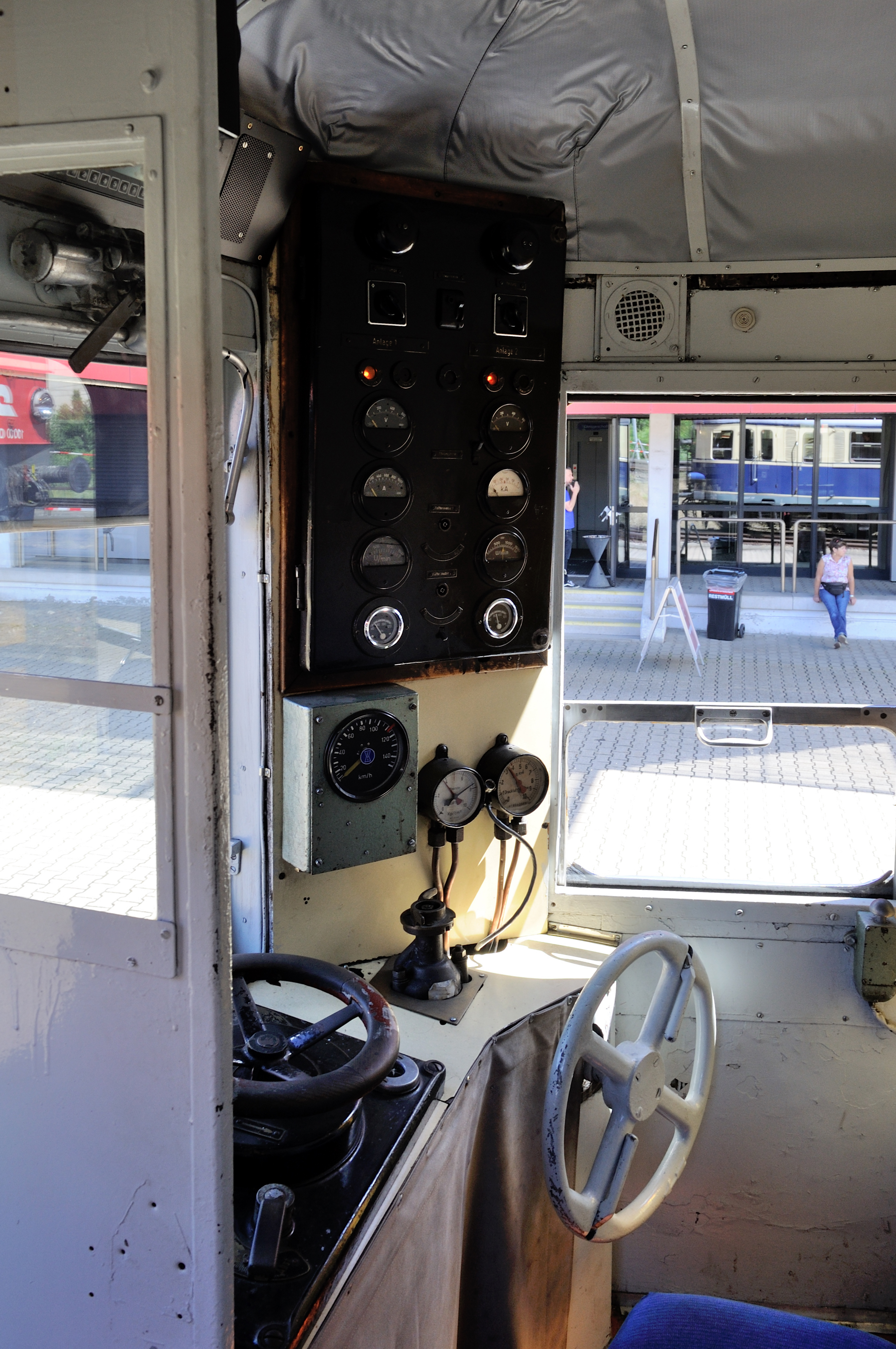
Führerstand des 5042.14

Die nach den beiden Prototypen gelieferten zwölf Triebwagen unterschieden sich in wagenbaulicher und dieselmotorischer Hinsicht nur wenig von den ersten beiden Fahrzeugen. Größere Unterschiede gab es jedoch bei der elektrischen Kraftübertragung (die Tabelle zeigt in Klammern die Werte der Prototypen).
Als Dieselmotoren fanden für alle VT 42 neu entwickelte R8-Motoren der Maschinen- und Waggonbaufabrik AG in Simmering Verwendung. Diese Achtzylinder-Dieselmotoren mit einem Gesamthubraum von 26,86 Litern leisteten bei 1350 min−1 auf Dauer 210 PS (154 kW). Zwischen den beiden Zylinderreihen befanden sich auf dem Kurbelgehäuse der Kolbenkompressor, die beiden Brennstoffpumpen und der Dieselregler, die alle über Zahnradgetriebe von der Kurbelwelle aus angetrieben wurden. Die gleiche Motortype kam auch in den Gepäcktriebwagen Reihe 2041/s zum Einsatz.
Die elektrische Kraftübertragung unterschied sich sehr wesentlich von der der VT 41; die VT 42 erhielten eine Kraftübertragung nach dem System „GEBUS“. Die BBÖ hatten sich für das GEBUS-System entschieden, da die Leistungsregelung in einfacher Art nur durch Veränderung der Dieselmotordrehzahl erfolgen sollte. Bei den Prototypen trieb jeder Dieselmotor über eine elastische Kupplung einen Elin-Generator des Typs GA 135.
Für die Serienfahrzeuge entwickelten die die Österreichische Siemens-Schuckert-Werke (ÖSSW) einen neuen, in der Charakteristik an die gegebenen Bedingungen angepassten Generator. Der Hauptgenerator versorgte im Normalbetrieb den im gleichen Drehgestell befindlichen elektrischen Fahrmotor. Die Triebwagen VT 42.01 und 02 erhielten eigenbelüftete Fahrmotoren der Type GDTM 2374 von Brown-Boveri, die VT 42.03 bis 14 die im Hinblick auf eine optimale Abstimmung neu konstruierten und als Typ EDM 116 bezeichneten fremdbelüfteten Elektromotoren. Jeder dieser Gleichstrom-Reihenschlussmotoren trieb über einen Tatzlager-Antrieb die jeweils innere Achse des Drehgestells an.
Die Regulierung der Maschinenleistung erfolgte durch Veränderung der Dieseldrehzahl, wofür vier Stufen mit folgenden Leerlaufdrehzahlen (jeweilige Höchstdrehzahl beim Lastdrehmoment Null) vorgesehen waren: 800, 1100, 1250 und 1420 min−1. Der fünften Fahrstufe war die gleiche Drehzahl wie der vierten Stufe zugeordnet, es kam lediglich zu einer Verstellung der Erregungsvorwiderstände.